# Савченко Юрій Іванович
Савченко Юрій Іванович (нар. 15 лютого 1939 р., с. Березова Гать Новгород-Сіверського району Чернігівської області) - доктор сільськогосподарських наук, професор (з 1993 року), академік НААНУ (з 1995 року, у галузі "годівля, технологія виробництва продукції тваринництва"), видатний науковий діяч України.  
За період наукової діяльності Ю. Савченко був членом чотирьох Вчених рад із захисту кандидатських і докторських дисертацій; членом експертної ради ВАК України; членом Ради з використання територій при Житомирській ОДА, депутатом Житомирської обласної ради (2-х скликань) та ін. 
Нагороджений орденом Трудового Червоного Прапора (1986 р.), орденом "Ветеран праці" (1987 р.), багатьма медалями. Йому присвоєно почесне звання заслуженого працівника сільського господарства України.

## Біографія
Народився 15.02.1939 р. в с. Березова Гать Новгород-Сіверського району на Чернігівщині в сім’ї селян. 
У 1957 році став студентом Української ордена Трудового Червоного прапора сільськогосподарської академії, де отримав фах вченого зоотехніка. Розпочав трудову діяльність науковим співробітником Хмельницької державної обласної сільськогосподарської дослідної станції  у 1962 р. Тут працював до 1977 р. завідувачем відділу тваринництва, а останні 8 років – заступником директора станції з наукової роботи.
У 1977 році був обраний за конкурсом завідувачем відділу технології виробництва продуктів тваринництва Науково-дослідного інституту сільського господарства Нечерноземної зони України (нині Інститут сільського господарства Полісся), згодом – заступником директора з наукової роботи (1980 р.); з 1987 по 1992 р. – генеральний директор Житомирського НВО «Еліта» при цьому інституті; з 1982 р. до 2011 р. – директор інституту; з вересня 2011 р. до березня 2018 року – радник дирекції інституту.
03.01.1971 р. Савченко Ю.І. захистив кандидатську дисертацію «Влияние различного уровня сахара в рационах на обмен веществ, мясную продуктивность и состояние здоровья молодняка крупного рогатого скота», а 01.04.1991 р. –докторську дисертацію «Оптимизация углеводного и протеинового питания крупного рогатого скота в условиях Лесостепи и Полесья УССР» на Вчених радах Української Ордена трудового Красного знамени сільськогосподарської академії. У 1976 р. йому присвоєно вчене звання старшого наукового співробітника.
У 1993 р. Юрія Івановича обрано членом-кореспондентом, а у 1995 р. – академіком УААН за фахом «годівля сільськогосподарських тварин», «технологія виробництва продуктів тваринництва».
Впродовж 55 років, у т.ч. 30 років на посаді директора інституту, учений поєднує науково-дослідну, організаторську і педагогічну роботу. У 1993 р. йому присвоєно вчене звання професора за спеціальністю «Сільськогосподарська радіобіологія та екологія». Впродовж 19 років він працює за сумісництвом з основною роботою професором, зав. кафедри технології переробки та якості тваринницької продукції Житомирського національного агроекологічного університету. 
Рішенням Вченої ради університету від 24.05.2017 р. йому присвоєно звання і нагороджено дипломом Почесного професора.

## Наукова діяльність
Юрій Савченко розпочав свою наукову кар’єру, будучи іще студентом у 1961-1962 рр. під керівництвом професора П.Д. Пшеничного. Його наукова компетенція має цілу низку напрямків – годівля тварин і технологія кормів, технологія виробництва продукції тваринництва, радіоекологія.
У числі перших робіт ним проведено дослідження з цілорічної силосної годівлі корів, вивчення необхідності балансування силосних раціонів великої рогатої худоби за цукром. У подальшому основним змістом його роботи стали розробки, вдосконалення та впровадження у виробництво прогресивних технологій виробництва молока і яловичини у господарствах лісостепової та поліської зон України. За цей час ним було розроблено і впроваджено низку експлуатаційних технологій для ферм і комплексів на 400-1200 гол. з безприв’язним утриманням корів; для нетельних та відгодівельних ферм, бугаїв-плідників у господарствах Хмельницької та Житомирської областей.
Ю.І. Савченко – автор поліського типу української чорно-рябої молочної породи, низки технологій заготівлі високоякісних кормів і приготування їх до згодовування, про що свідчать ряд свідоцтв на винаходи.
Після катастрофи на ЧАЕС Савченко Ю.І. не покинув колектив (це дало змогу зберегти Інститут і його кадри, який єдиний потрапив у II зону катастрофи), а спрямував зусилля колективу (протягом 15 років) на розробку проблем ведення АПК і життєдіяльності населення регіону, забрудненого радіонуклідами, для отримання екологічно безпечної сільськогосподарської продукції. Це дало змогу вирішити поставлені важливі завдання. Проведено десятки дослідів, розроблено десятки практичних рекомендацій і запроваджено їх у виробництво й особистих господарствах населення цієї зони.
У зоотехнічній спільноті Савченко Ю.І. відомий не тільки як вчений у сфері годівлі сільськогосподарських тварин і технології виробництва продуктів тваринництва, а й як досвідчений фахівець, організатор і пропагандист сучасних досягнень науки та практики з питань тваринництва. Працює у тісному зв'язку з виробництвом.
З питань годівлі сільськогосподарських тварин, технології виробництва продукції тваринництва та радіоекології Ю.І. Савченко опублікував 346 наукових праць, у тому числі 23 монографії; підручники і навчальні посібники – 7; авторські свідоцтва, патенти, раціоналізаторські пропозиції – 13.
Ним підготовлено два доктори і 4 кандидати сільськогосподарських наук, ряд магістрів і бакалаврів.
За період наукової діяльності Ю. Савченко був членом чотирьох Вчених рад із захисту кандидатських і докторських дисертацій; членом експертної ради ВАК України; членом Ради з використання територій при Житомирській ОДА, депутатом Житомирської обласної ради (2-х скликань) та ін.

## Нагороди
- 1970 р. Юрія Івановича нагороджено ювілейною медаллю «За доблестный труд. В ознаменование 100-летия со дня рождения В.И. Ленина»; у
- 1971 р. – медаллю «За трудовое отличие» за розробку і впровадження у виробництво Хмельниччини системи кормовиробництва і раціонального використання кормів та підвищення їх повноцінності в період зимівлі;
- 1985 р. – срібною медаллю ВДНГ СРСР за досягнуті успіхи у розвитку народного господарства Житомирщини;
- 1985 р. Савченко Ю.І. був нагороджений срібною медаллю ВДНГ СРСР за досягнуті успіхи у розвитку народного господарства Житомирщини;
- 1986 р. за освоєння селекційного центру він був нагороджений "Орденом Трудового Красного Знамени";
- 1987 р. за багаторічну плідну працю Ю.І. Савченко отримав медаль «Ветеран праці»;
- 6.11.1997 р. Юрію Савченку було присвоєно почесне звання «Заслужений працівник сільського господарства України» за значний особистий внесок в економічний та соціально-культурний розвиток Житомирської області;
- 10.02.2014 р. Житомирська обласна рада нагородила його почесною відзнакою «Честь і слава Житомирщини» і вручила орден;
- 28.01.2009 р. Савченко Ю.І. був нагороджений (рішенням Колегії Мін АПК України) трудовою відзнакою «Знак Пошани», а також рішенням Президії УААН «Почесною відзнакою».
- 26 квітня 2011 року за активну громадську позицію, самовідданість і високий професіоналізм та особисті заслуги при ліквідації наслідків аварії на ЧАЕС, громадська організація «СоюзЧорнобиль України» нагородила Ю. Савченка орденом «За заслуги»;
- 27.06.2016 р. Громадською радою Мінприроди за особистий величний подвиг в ім’я спасіння людства його було нагороджено орденом «Ліквідатор 2-го ступеня».

## Праці
- (2004) Детергенти сучасності: технологія виробництва, екологія, економіка використання
- (2005) Цільова програма розвитку галузі м'ясного скотарства в Житомирській області на 2005-2012 роки
- (2008) Селекційно-генетичні аспекти розведення молочної худоби
- (2008) Шляхи зниження концентрації 137Cs і важких металів у молоці та м'ясі при їх виробництві в зоні радіоактивного забруднення
- (2010) Шляхи зниження переходу 137 Cs і важких металів у тваринницьку продукцію в зоні радіоактивного забруднення
- (2011) Історія Інституту сільського господарства Полісся (1936-2011)
- (2014) Використання зернобобових на корм при виробництві молока і м'яса в зоні Полісся України
- (2014) Виробництво тваринницької продукції в зоні техногенного навантаження

### Наукова періодика
- Агропромислове виробництво Полісся, Житомир
- (2010) Вплив різних типів годівлі бугайців на їх продуктивні якості та перетравність корму і обмін речовин
- (2010) Концентрація 137Cs і важких металів у яловичині залежно від різного рівня цукру, протеїну та мікроелементів у раціонах бугайців
- (2012) Баланс важких металів в організмі відгодівельних бугайців при згодовуванні різних силосів
- (2012) Баланс цезію-137 в організмі бугайців при різних типах годівлі
- (2012) Продуктивність, рубцевий метаболізм і показники крові у бугайців при згодовуванні різних силосів
- (2012) Тенденції розвитку ринку хмелю
- (2012) Якість яловичини, виробленої в зоні радіоактивного забруднення, за різних типів годівлі бугайців
- (2013) Вплив весняного підживлення озимої пшениці сульфатом амонію на врожайність та якість продукції
- (2013) Ефективність використання дерті люпину безалкалоїдного при відгодівлі бугайців у Поліській зоні України
- (2013) Ефективність згодовування бугайцям природного мінералу сапоніту при виробництві яловичини в умовах полісся України
- (2013) Концентрація важких металів у яловичині за використання силосів — кукурудзяного та зі злаково-бобових культур
- (2013) Сапоніт знижує концентрацію важких металів у продукції свинарства
- (2014) Концентрація 137Cs і важких металів у свинині при її виробництві в зоні техногенного навантаження
- (2014) Концентрація 137Cs і важких металів у яловичині за використання люпину безалкалоїдного в раціонах бугайців
- (2015) Концентрація 137Cs у яловичині при використанні тритикале в раціонах бугайців
- (2015) Продуктивні та м’ясні якості молодняку свиней за використання в раціонах різних доз БВМД
- (2015) Продуктивність молодняку великої рогатої худоби за використання в раціоні тритикале
- (2016) Концентрація Pb і Cd у свинині за використання в раціонах різних зерносумішей
- (2017) Концентрація 137cs і важких металів у м’ясі качок, вирощених у різних зонах радіоактивного забруднення